# معركة سيفيرودونتسك
معركة سيفيرودونتسك هي معركة جرت أثناء الغزو الروسي لأوكرانيا 2022، كجزء من هجوم شرق أوكرانيا. سيفيرودونتسك تعتبر المركز الإداري بالنيابة للوهانسك أوبلاست. بحلول مايو 2022، كانت سيفيرودونتسك ومدينة ليسيتشانسك المجاورة هي الأجزاء الوحيدة البارزة في الأوبلاست التي ظلت تحت السيطرة الأوكرانية. بحلول 14 يونيو، سيطرت القوات الروسية على معظم المدينة وقطعت جميع طرق الهروب.

## المعركة

### محاولات التطويق
في 6 مايو، حققت القوات الروسية وقوات جمهورية لوغانسك مكاسب في ضواحي سيفيرودونتسك، حيث هاجمت قرية فويفوديفكا شمال المدينة، بينما استولت أيضًا على قرية فورونوف إلى الجنوب الشرقي. كما تعرضت قرى أخرى للهجوم في محاولة لتطويق المدينة. في وقت لاحق، أفاد عمدة المدينة، ألكسندر ستريوك، أن سيفيرودونيتسك كانت «محاصرة فعليًا». خلال الأيام التالية، هاجمت القوات الروسية والانفصالية بيلوهوريفكا وفويفوديفكا وليسيتشانسك، بهدف عزل سيفيرودونيتسك عن الجنوب. كما استولوا على بوباسنا.
في 9 مايو، ورد أن قوات لوغانسك سيطرت على نيزني وبدأت في مهاجمة توشكيفكا، جنوب شرق سيفيرودونتسك. استمر القتال العنيف في روبيزني وفويفوديفكا وبيلوهوريفكا، حيث حاولت القوات الروسية تطويق سيفيرودونيتسك من الغرب. في اليوم التالي، واصل الجيش الروسي هجماته على المدينة ومحيطها - دمرت القوات الأوكرانية جسرًا عائمًا روسيًا عبر نهر سيفرسكي دونيتس بالقرب من بيلوهوريفكا، في محاولة لتعطيل التقدم الروسي. وفقًا لقائد الشرطة الإقليمية الأوكرانية أوليه هريهوروف، فإن سيفيرودونيتسك وجارتها المباشرة، ليسيتشانسك، قد تم تطويقهما من الناحية التكتيكية، حيث يمكن للمدفعية الروسية أن تضرب بحرية الطرق المفتوحة المتبقية إلى المدينة. بحلول 12 مايو، هزمت القوات الروسية وفوات لوغانسك القوات الأوكرانية في معركة روبيجني وفرضت سيطرة كاملة على المدينة، مما زاد من محاولاتهم لتطويق سيفيرودونتسك.
بالنسبة للجزء الأكبر، أوقفت روسيا لاحقًا هجماتها البرية على المناطق المحيطة بسيفيرودونيتسك وليسيتشانسك واقتصرت على القصف المدفعي. وبدلاً من ذلك، ركزت القوات الموالية لروسيا على استكمال تطويق المدينتين. ولهذه الغاية هاجموا الجبهة الشمالية حول إيزيوم وفي الجنوب باتجاه باخموت. لم تحرز الهجمات الشمالية تقدمًا يُذكر، لكن في جنوب أحرزت تقدمًا محدودًا على مدار عدة أيام من القتال العنيف. تركز القتال بشكل أساسي على عدد من القرى، بما في ذلك توشكيفا وبيلبتشاتين وهيرسك وزولوتي.

### الهجوم على المدينة
في 27 مايو، بدأت روسيا هجومها البري المباشر ضد سيفيرودونيتسك، على الرغم من أنها لم تطوق المدينة بعد. استولى الشيشان على فندق مير في الجزء الشمالي من المدينة. في هذه الأثناء، واصلت القوات الروسية والانفصالية الأخرى محاولاتها لتشكيل جيب في المناطق الحضرية، مهاجمة من الشمال بالقرب من روبيجني والجنوب الغربي في أوستينيفكا وبوريسفسكي. إلى الغرب، واصلت روسيا التقدم ببطء في عدد من المناطق مثل ليمان وسيفرسك لتعطيل خطوط الإمداد الأوكرانية إلى سيفيرودونتسك-ليسيتشانسك. وفي اليوم التالي، حققت روسيا مكاسب محدودة في سيفيرودونتسك.
بحلول 29 مايو، شنت القوات الروسية هجومًا على المدينة. صدتهم القوات الأوكرانية لكنها لم تتمكن من إزالة خطر تطويق المدينة. انخرطت القوات الروسية في قتال عن قرب مع الجنود الأوكرانيين، ووردت أنباء عن وقوع قتال في «وسط المدينة».
بحلول صباح يوم 31 مايو، سيطرت القوات الروسية على ما بين ثلث ونصف المدينة. في وقت لاحق من اليوم، أكدت أوكرانيا أن ما بين 70 و80 في المائة من المدينة كانت تحت السيطرة الروسية، وكذلك معظم القرى المحيطة بها. وقال سيرهي هايداي، حاكم منطقة لوهانسك، إن «بعض القوات الأوكرانية تراجعت إلى مواقع أكثر فائدة ومجهزة مسبقًا».
وفقًا لوزارة الدفاع البريطانية، اعتبارًا من 2 يونيو 2022، سيطرت روسيا على معظم سيفيرودونتسك. في اليوم التالي، استعاد الهجوم الأوكراني المضاد 20% من الأراضي التي فقدها داخل المدينة. كان ما لا يقل عن 12 فردًا من الفيلق الأجنبي الأوكراني يقاتلون في المدينة، من بينهم رجل جورجي وبرتغالي. وبحسب رويترز، أصيب اثنان من صحفييها وقتل سائقهما بالقرب من سيفيرودونتسك.
في 9 يونيو، قال لسيرهي هايداي إن أكثر من 90% من المدينة كانت تحت السيطرة الروسية «المؤقتة».
في 13 يونيو، قال ممثل جمهورية دونيتسك الشعبية، إدوارد باسورين، لوسائل الإعلام: «الوحدات الأوكرانية الموجودة [في سيفيرودونتسك] موجودة إلى الأبد». ذكرت بي بي سي أن الجسور الثلاثة التي تعبر نهر دونيتس إلى المدينة قد دمرت.
بحلول 14 يونيو 2022، اعترفت المصادر الأوكرانية بأن روسيا سيطرت على 80% من المدينة وقطعت جميع طرق الهروب.